# Karolín (Rájec-Jestřebí)
Karolín (deutsch Karolin) ist ein Ortsteil von Rájec-Jestřebí in Tschechien. Er liegt zwei Kilometer östlich von Rájec-Jestřebí und gehört zum Okres Blansko.

## Geographie
Karolín befindet sich am westlichen Abfall des Drahaner Berglandes zur Boskowitzer Furche zwischen den Tälern der Bäche Chrábek und Petrovický potok. Nordöstlich erhebt sich die Spálená hora (529 m), im Osten die Kněží hora (585 m) und südöstlich der Podvrší (590 m). Gegen Osten liegt die mittelalterliche Wüstung Podolí, südöstlich die Wüstung Bezděčice.
Nachbarorte sind Holešín, Obora und Kuničky im Norden, Žďár im Nordosten, Petrovice und Vavřinec im Osten, Veselice, Malá Veselice, Nové Dvory und Obůrka im Südosten, Češkovice, Blansko und Horní Lhota im Süden, Ráječko und Spešov im Südwesten, Rájec im Westen sowie Hamr und Doubravice nad Svitavou im Nordwesten.

## Geschichte
Die erste schriftliche Erwähnung der zur Herrschaft Raitz gehörigen Ansiedlung erfolgte im Jahre 1760. Das Dorf war kurz zuvor von Caroline von Rogendorf und Mollenburg auf den Fluren eines herrschaftlichen Hofes angelegt worden und ist nach seiner Gründerin benannt. 1763 erwarb Anton Josef Altgraf von Salm-Reifferscheidt die Herrschaft, zu diesem Zeitpunkt bestand Karolín aus 18 Häusern. Unter den Altgrafen Salm-Reifferscheidt-Raitz erfolgte ein wirtschaftlicher Aufschwung der Herrschaften Raitz und Blansko. Ein Teil der Bewohner verdiente sich in den herrschaftlichen Eisenhütten seinen Lebensunterhalt.
Nach der Aufhebung der Patrimonialherrschaften bildete Karolín ab 1850 eine Gemeinde in der Bezirkshauptmannschaft Boskovice. Im Jahre 1890 lebten in den 31 Häusern des Dorfes 226 Menschen. Mit Beginn des Jahres 1961 wurde Karolín dem Okres Blansko zugeordnet. Im Jahre 1980 erfolgte die Eingemeindung nach Rájec-Jestřebí. Am westlichen Ortsrand wurde 1984 ein kleiner Stauweiher angelegt, der heute zu Badezwecken genutzt wird. 1991 hatte der Ort 103 Einwohner. Im Jahre 2001 wurden in Karolín 49 Wohnhäuser und 89 Einwohner gezählt.

## Sehenswürdigkeiten
- kleine Kapelle, errichtet im 19. Jahrhundert
- Gusseisernes Kreuz, das 1818 gefertigte Kreuz zählt zu den ältesten aus Eisenguss hergestellten Kreuzen. Es ist als Kulturdenkmal geschützt.
- Aussichtsturm auf dem Podvrší
- Landschaftsschutzgebiet Mährischer Karst, südöstlich des Dorfes